# Cacophony
O Cacophony foi uma banda estadunidense de metal neoclássico formada em 1986 pelos guitarristas Marty Friedman e Jason Becker. A banda é lembrada pela complexidade técnica mostrada pela dupla de guitarristas. O grupo se separou em 1989, com Marty Friedman juntando-se ao Megadeth e Jason Becker juntando-se à banda de David Lee Roth.

## História
O primeiro álbum da banda, Speed Metal Symphony (Shrapnel Records), lançado em 1987, era predominantemente instrumental e fundia música clássica e hard rock, com as preferências de Marty Friedman por escalas exóticas (fato especialmente percebido na faixa "The Ninja"). A música era notadamente rápida, melódica e técnica.
Os duetos de guitarra eram baseados em contraponto, diferentes das harmonizações de terça comumente encontradas em músicas do Iron Maiden e Judas Priest. Não a toa, este álbum foi apontado em 2009 como o nono melhor álbum de shred guitar pela revista Guitar World.
Além dos 2 guitarristas, o álbum contou também com Peter Marrino nos vocais, Jimmy O'Shea no baixo e Atma Anur na bateria.
O segundo álbum, Go Off!, lançado em 1988 com o mesmo selo, era mais direcionado às canções, embora ainda mostrasse o virtuosismo dos dois guitarristas. A banda contou com um novo baixista (Jimmy O'Shea) e um novo baterista (Deen Castronovo) — embora a foto de Kenny Stavropoulos tenha sido colocada no encarte como o baterista. Peter Marrino continua nos vocais
Embora o segundo álbum tenha sido um fracasso comercial, ele deu origem a um culto à banda. O Cacophony acabou com Jason Becker juntando-se à banda solo de David Lee Roth (substituindo Steve Vai) e Marty Friedman juntando-se ao Megadeth.

## Membros
- Marty Friedman – guitarra
- Jason Becker – guitarra
- Peter Marrino – vocais
- Dan Bryant – vocais (somente na última turnê)
- Atma Anur – bateria
- Deen Castronovo – bateria
- Kenny Stavropoulos – bateria (somente nos shows)
- Jimmy O'Shea – baixo, backing vocals
- Craig Swain – baixo, backing vocals (somente nos shows)

## Discografia
- Speed Metal Symphony (1987)
- Go Off! (1988)